# 奧斯坦諾拉 (喬治亞州)
奧斯塔諾拉（英語：Oostanaula）是位於美國喬治亞州戈登縣的一個非建制地區。該地的面積和人口皆未知。

## 地理
奧斯塔諾拉的座標為34°28′53″N 85°00′52″W / 34.48139°N 85.01444°W，而該地的平均海拔高度為192米（即630英尺）。